# لیو شیائوچیان
لیو شیائوچیان (انگلیسی: Liu Xiaoqian؛ زادهٔ ۱۶ فوریهٔ ۱۹۹۶) بازیکن زن راگبی ۷ نفره اهل چین است.
وی در مسابقات کشوری و بین‌المللی در مجموع برندهٔ ۱ مدال طلا، ۱ مدال نقره شده‌است.